# امپراتور جونز
امپراتور جونز (انگلیسی: The Emperor Jones) نمایشنامه‌ای از یوجین اونیل نمایشنامه‌نویس آمریکایی است که برای اولین بار در سال ۱۹۲۰ بر روی صحنه رفت. این اثر داستان یک سیاه‌پوست آمریکایی به نام بروتوس جونز را روایت می‌کند که پیش‌تر باربر ایستگاه راه‌آهن بوده که به جرم قتل یک سیاه‌پوست دیگر به زندان می‌افتد. جونز موفق به فرار از زندان می‌شود و به یکی از جزائر کارائیب می‌رود و خود را امپراتور آن جزیره می‌خواند.